# الضم الروسي المقترح لترانسنيستريا

خريطة توضح كل الأراضي التي تحتلها روسيا في أوروبا تظهر بها روسيا بالأحمر الفاتح، والأراضي المحتلة بالأحمر الداكن وهي من اليسار إلى اليمين: ترانسنيستريا، القرم، دونتسك، لوهانسك، أبخازيا، أوستيا الجنوبية. ضمت روسيا القرم في 2014.

طلبت حكومة ترانسنيستريا (بالإنجليزية: The government of Transnistria)، وهي دولة انفصالية معترف بها دوليًا كجزء من مولدوفا، ضمها لروسيا عدة مرات. تُعتبر ترانسنيستريا إقليم فصل نفسه عن مولدوفا بسبب الخوف من احتمال توحيد الأخيرة مع رومانيا. وقد أشعل هذا شرارة حرب ترانسنيستريا عام 1992 إذ تمكنت ترانسنيستريا المدعومة من قِبَل روسيا من البقاء منفصلة عن مولدوفا. على الرغم من ذلك، وحتى الآن، تُعتبر ترانسنيستريا قانونيًا ودوليًا جزءًا من مولدوفا.
بعد ضمّ روسيا لشبه جزيرة القرم في عام 2014، ظهرت الآمال في ترانسنيستريا بأن روسيا ستضم الأراضي المجاورة أيضًا. يوجد في ترانسنيستريا عدد كبير من السكان من أصل روسي وتتحدث الغالبية العظمى من شعبها باللغة الروسية. يتم دعم الإقليم على الصعيد المالي من قبَل روسيا، بالإضافة إلى أن التعليم والقوانين الترانسنيسترية مترابطة بشكل وثيق مع قوانين روسيا. في الواقع، تم إجراء استفتاء في ترانسنيستريا نظمه أول رئيس لترانسنيستريا يُدعى إيغور سميرنوف في عام 2006 للتصويت على إمكانية إعادة اندماج ترانسنيستريا مع مولدوفا أو الاستقلال والانضمام مستقبلًا إلى الاتحاد الروسي، مع رفض الاقتراح الأول والموافقة على الاقتراح الأخير. ومع ذلك، فقد تم التشكيك في صحة هذه النتائج.
بسبب كل هذا، بالضبط في نفس اليوم الذي ضمت فيه روسيا شبه جزيرة القرم، أرسل زعيم برلمان ترانسنيستريا ميخائيل بورلا رسالة إلى روسيا يطلب فيها تسهيل ضمّ روسيا المُحتمل لترانسنيستريا في قوانين البلاد، والتي جاءت مع رد سلبي من المجتمع الدولي. تم ذكر الموضوع في مناسبات عديدة أخرى من قِبَل مجموعة من الشخصيات السياسية في ترانسنيستريا مثل وزيرة خارجية ترانسنيستريا السابقة نينا شتانسكي، ورئيس ترانسنيستريا السابق يفغيني شيفتشوك (الذي أصدر مرسومًا فاشلًا في عام 2016 لجعل ترانسنيستريا تنضم في النهاية إلى روسيا) والرئيس الحالي فاديم كراسنوسيلسكي. استجابت بعض الشخصيات من روسيا مثل زاخار بريليبين وفلاديمير جيرينوفسكي وحزب فور تروث بشكل إيجابي لمثل هذا الاحتمال.
بغض النظر عن كل هذا، يعتقد بعض المحللين السياسيين أن روسيا لن تحاول ضمّ إقليم ترانسنيستريا. تسعى روسيا رسميًا إلى منح مركز خاص لترانسنيستريا داخل مولدوفا، ربما لممارسة نفوذ على البلاد بأكملها. إن ضم روسيا لترانسنيستريا من شأنه أن يؤدي إلى نتائج عكسية لهذا الهدف، لا سيما بالنظر إلى أنه يمكن أن يُعجّل بالتوحيد غير المرغوب فيه بين مولدوفا ورومانيا. علاوةً على ذلك، تُعتبر ترانسنيستريا بعيدة كل البعد عن روسيا وهي أيضًا مدينة لا تطل على الساحل، وخلق خطاب قومي بين الجمهور الروسي لتحقيق ضم الإقليم مثلما حدث من قبل مع شبه جزيرة القرم قد يكون أكثر صعوبة.